# Блант, Энтони
Э́нтони Фредерик Блант (англ. Anthony Frederick Blunt; 26 сентября 1907, Борнмут, Великобритания — 26 марта 1983, Лондон) — британский историк и теоретик искусства, агент (источник) советской разведки (1937—1951) (относится к «Кембриджской пятёрке»), в годы войны сотрудник контрразведки MI5 (1939—1945). О его работе на советскую разведку общественности стало известно в 1979 году, когда об этом заявила премьер-министр Великобритании Маргарет Тэтчер; контрразведка знала об этом и ранее, но этот факт оставался в тайне, и Блант получил иммунитет в обмен на сотрудничество.
Энтони Блант был хранителем картинной галереи королевы (1945—1973), специалистом по творчеству Никола Пуссена, которому посвящён его главный труд — монография 1967 года. Блант был также профессором Лондонского университета, членом Британской академии (1950).

## Биография
Энтони родился в семье священника-викария. Его мать, Хильда Вайолет Мастер (Блант) была троюродной сестрой 14-го графа Стрэтмора, отца Елизаветы Боуз-Лайон, матери Елизаветы II. Сам Блант, таким образом, до 1952 года был четвероюродным братом королевы-консорта, а на момент разоблачения приходился четвероюродным дядей правящему монарху.
Значительную часть детства Блант провёл с семьёй во Франции, где служил его отец. В 1926 году поступил со стипендией по математике в Тринити-колледж Кембриджского университета, но в 1929 году из-за смерти отца прекратил учёбу. Вернулся к ней в 1930-х годах. В 1935 году со студенческой группой посетил СССР.
Был завербован в 1937 году агентом советской разведки Арнольдом Дейчем через посредничество Г. Бёрджеса. В своих мемуарах Блант называет решение работать на советскую разведку одной из главных ошибок в своей жизни, он даже хотел покончить с собой из-за этого. Причисляется к «Кембриджской пятёрке». Оперативный псевдоним — Джонсон (Johnson). В компартии он никогда не состоял.
До начала войны Блант завербовал американца Майкла Страйта (впоследствии владельца и издателя американского либерального еженедельника «Нью Репаблик» и председателя Национального фонда вспомоществования искусству и литературе). В 1939 году поступил на службу в британскую контрразведку МИ-5. В звании капитана участвовал в Дюнкеркской операции. За мужество, проявленное при отступлении английского экспедиционного корпуса, получил орден Почётного легиона. С осени 1940 года Блант стал помощником одного из руководителей английской разведки бригадира Аллена, который занимался проблемами безопасности армии и военной промышленности. В это время английская разведка сумела завербовать важного агента в аппарате А. И. Микояна, поставлявшего ценную информацию английскому резиденту в Москве. Блант помог советской разведке выявить этого агента.
В 1945 году стал советником короля Георга VI и выполнял деликатные поручения, связанные с интересами английской короны и родственных династий, за что в 1947 году получил Королевский Викторианский орден, а в 1948 году — нидерландский орден принца Нассау-Оранского. Считается, что Блант не передавал советской разведке документы, компрометирующие королевскую семью. Однако свои отличные связи в британском правительстве он использовал для получения политической информации, которую передавал СССР. После разоблачения Маклейна и Бёрджеса под подозрение МИ-5 попал и Блант, но, несмотря на это, в 1956 году он стал командором Викторианского ордена и получил дворянство (с правом титуловаться «сэр Энтони»).
В 1951 году советский резидент в Лондоне Юрий Модин предложил Бланту бежать в СССР, от чего тот категорически отказался: «Я очень хорошо знаю, как живёт ваш народ, и для меня подобная жизнь невыносима и немыслима». После этого советская разведка прекратила с ним отношения.
В 1964 году в письме в МИ-5 Блант по собственной воле признался в своём сотрудничестве с советской разведкой. В обмен на гарантии иммунитета он признал себя виновным и дал показания, однако его шпионская деятельность осталась тайной до ноября 1979 года, когда премьер-министр Маргарет Тэтчер раскрыла эту информацию на заседании Палаты общин. Тогда же Блант был лишён рыцарского звания. Договорённость об иммунитете продолжала действовать, Блант не подвергался преследованиям и продолжал заниматься наукой.
Интересно, что после разоблачения он получил более двухсот писем поддержки и только полдюжины негативных, чем был потрясён. Ассамблея Лондонского университета по предложению Исайи Берлина не лишила Бланта профессорского звания, чтобы избежать сходства с советской практикой аннулирования научных степеней.
Блант скончался от инфаркта. Согласно завещанию его прах был развеян над полями Мальборо, где Блант учился в школе. Награждён советским боевым орденом.
Широкая публика детально узнала о его агентурной деятельности только в 1990-е годы, благодаря телефильму «Вопрос атрибуции» Алана Беннетта о влиянии КГБ на историю искусств в Великобритании.
С 1979 года и до конца жизни он работал над своими мемуарами. Затем они были переданы на хранение в Британскую библиотеку в запечатанном контейнере. На публикацию рукописи был наложен запрет на четверть века, до 2009 года, когда они вышли книгой воспоминаний. В 2001—2012 годах вышла биография Бланта авторства Миранды Картер «Энтони Блант: его жизни» (Miranda Carter. Anthony Blunt: His Lives), над которой она работала с 1994 года.

## Историк и теоретик искусства
Энтони Блант был последователем Аби Варбурга и в этом качестве — одним из главных представителей иконологической школы в искусствознании XX века.
С 1933 года Блант читал лекции по истории искусства в Лондонском университете. С 1937 года работал в Институте искусства Курто в Лондоне. В 1939—1974 годах был профессором истории искусств Лондонского университета. С 1945 года заместитель, в 1947—1974 годах директор Института искусства Курто (в составе Лондонского университета).
В 1940 году Энтони Блант опубликовал часть своей диссертации под названием «Теория искусства в Италии, 1450—1600 годы» (Artistic Theory in Italy, 1450—1600). В 1945 году Блант получил почётную должность «Инспектора картин короля» (Surveyor of the King’s Pictures), а затем — картин королевы (после смерти короля Георга VI в 1952 году). Королевская коллекция картин — одна из богатейших коллекций живописи в мире. Блант занимал эту должность в течение 27 лет. В 1956 году Блант получил орден королевы Виктории (Royal Victorian Order) за успешную работу в этой должности. Благодаря ему была значительно расширена Королевская картинная галерея в Букингемском дворце, Блант составил её каталог. Галерею открыли для публики в 1962 году.
В 1953 году Блант опубликовал монографию «Искусство и архитектура во Франции, 1500—1700». Книга выдержала пять изданий. В 1960 году Энтони Блант был куратором большой выставки произведений Николы Пуссена в парижском Лувре. Блант стал экспертом по творчеству Пуссена, написал об этом художнике множество книг и статей. Он много писал и о других художниках: Уильяме Блейке, Пабло Пикассо, о рисунках Дж. Б. Кастильоне и Стефано делла Беллы.
В 1965 году Блант был на Сицилии и заинтересовался оригинальной архитектурой сицилийского барокко. В 1968 году он написал книгу на эту тему.
Среди учеников Бланта были Аарон Шарф (историк фотографии и автор книги «Искусство и фотография»), Брайан Сьюэлл (художественный критик, обозреватель газеты «Evening Standard»), [62] Рон Блур, сэр Оливер Миллар (преемник Бланта в Королевской галерее, эксперт по творчеству А. Ван Дейка), Николас Серота, Нил Макгрегор (редактор журнала «Burlington magazine», бывший директор Национальной галереи и Британского музея), Джон Уайт (историк искусства), сэр Алан Боунесс (который руководил галереей Тейт), Джон Голдинг (автор первой монографии об искусстве кубизма), Рейнер Бэнхэм (историк архитектуры), Джон Ширман (эксперт по живописи маньеризма и заведующий кафедрой истории искусств Гарвардского университета), Мелвин Дэй (директор Национальной художественной галереи Новой Зеландии), Анита Брукнер (искусствовед и романист) и многие другие.
Блант получал ряд почетных стипендий, курировал выставки в Королевской академии, редактировал и писал многочисленные книги и статьи, а также участвовал во многих влиятельных комитетах в области искусства. После разоблачения шпионажа, Блант продолжал работу над историей искусства, написав и опубликовав «Путеводитель по барочному Риму» (Guide to Baroque Rome, 1982). Он намеревался написать монографию об архитекторе Пьетро да Кортона, но умер, не успев реализовать этот проект. Его рукописи были отправлены наследниками предполагаемому соавтору этой работы, немецкому историку искусства Йоргу Мартину Мерцу. В 2008 году Мерц опубликовал книгу «Пьетро да Кортона и архитектура римского барокко», включающую черновики Энтони Бланта.
Многие из работ Бланта до сих пор составляют важную часть истории искусства. Его сочинения ясны по мысли, а произведения искусства в них всегда рассматриваются в общем историческом контексте. Например, в «Искусстве и архитектуре во Франции» Блант начинает каждый раздел с краткого описания социальной, политической или религиозной обстановки, в которой появляются произведения искусства и новые художественные движения. В книге «Теория искусства в Италии. 1450—1600», подробно разъясняются обстоятельства, связанные с переходом от искусства Высокого Возрождения к маньеризму.
Длительное время Энтони Блант поддерживал тесные отношения с известным фальсификатором произведений искусства Эриком Хебборном, и, возможно, невольно подтолкнул его к этой деятельности. По утверждению художественного критика Дмитрия Буткевича, именно Блант сказал Хебборну, что два его рисунка похожи на работы Никола Пуссена, что и подсказало молодому художнику идею о фальсификации картин старых мастеров, когда картины самого Хебборна не принесли ему успех. Художественный критик Джонатон Китс также писал, что Блант как-то в беседе сказал Хебборну, что если он будет делать свои рисунки на старой бумаге, то «они легко сойдут за оригиналы».

## Основные работы
- 1940: Теория искусства в Италии, 1450–1600 (Artistic Theory in Italy, 1450–1600).
- 1941: Франсуа Мансар и истоки французской классической архитектуры (François  Mansart and the Origins of French Classical Architecture).
- 1953: Искусство и архитектура во Франции, 1500–1700 (Art and Architecture in France, 1500–1700).
- 1958: Филибер Делорм (Philibert de l'Orme).
- 1966: Никола Пуссен. Критический каталог (Nicolas Poussin. A Critical Catalogue).
- 1968: Сицилийское барокко (Sicilian Baroque).
- 1969: Герника Пикассо (Picasso's Guernica).
- 1975: Неаполитанская архитектура  барокко и рококо (Neapolitan Baroque and Rococo Architecture).
- 1978: Архитектура и декорация барокко и рококо (Baroque and Rococo Architecture and Decoration).
- 1979: Борромини (Borromini).
- 1999: Глаз и история. Работы по искусствоведению (1936–1938). Сборник статей  под редакцией Антонелло Негри (L'occhio e la storia. Scritti di critica d'arte (1936–1938), a cura di Antonello Negri).

## Награды
В 1947 году возведён в звание командора Королевского Викторианского ордена, а в 1956 году — рыцаря-командора. В 1979 году лишён звания указом королевы. В 1948 году стал командором ордена Почётного легиона, в 1958 году — командором ордена Оранских-Нассау.

## Комментарии
1. ↑  Иногда указывается более близкое родство (например, Блант оказывается троюродным дядей Елизаветы II[8]), что происходит из-за недостаточно точного перевода.